# Simona Brizzi
Simona Brizzi, née le 16 novembre 1973 à Baden (originaire de Sarmenstorf et Hitzkirch), est une personnalité politique suisse, membre du parti socialiste.
Elle est élue députée du canton d'Argovie au Conseil national en 2023.

## Biographie
Simona Brizzi grandit dans le village de Rütihof (de), une exclave de la ville de Baden. Elle obtient  un brevet de professeur primaire en 1996, et enseigne ensuite dans le canton d'Argovie de 1996 à 2002. Ayant effectuée parallèlement une licence en pédagogie à l'Université de Zurich, elle est ensuite chargée de cours à mi-temps à la Haute école zurichoise d'enseignement spécialisé. À partir de 2011, elle lance également son entreprise individuelle de coaching en organisation.
Depuis 2018, elle enseigne à titre de maître d'enseignement et de recherche (Dozent) à la Haute école pédagogique de Zurich. 
Elle est mariée et a trois enfants, (dont des jumeaux), et habite à Ennetbaden.

## Parcours politique
Simona Brizzi s'intéresse très vite à la politique : sa mère est conseillère communale (exécutif) de sa ville natale, et elle prend sa fille avec elle aux évènements politiques. Simona Brizzi est élue en 2001 au Grand Conseil argovien ; elle en démissionne toutefois pour raisons familiales en 2007. Deux ans plus tard, elle est toutefois choisie à la commission scolaire (Erziehungsrat) cantonale. Elle y reste jusqu'en 2018.
Elle est à nouveau élue au Grand Conseil en 2017. Elle siège dans la commission de l'éducation, de la culture et du sport et dans celle de la Haute école spécialisée de la Suisse du Nord-Ouest (de). 
Candidate aux élections fédérales en 2019, elle finit première des viennent-ensuite. Lors des fédérales de 2023, elle est élue conseillère nationale avec 28 814 voix. Elle démissionne alors de son mandat au législatif cantonal. Elle siège au sein de la Commission de la science, de l'éducation et de la culture (CSEC).